# تيد كولونجوسكي

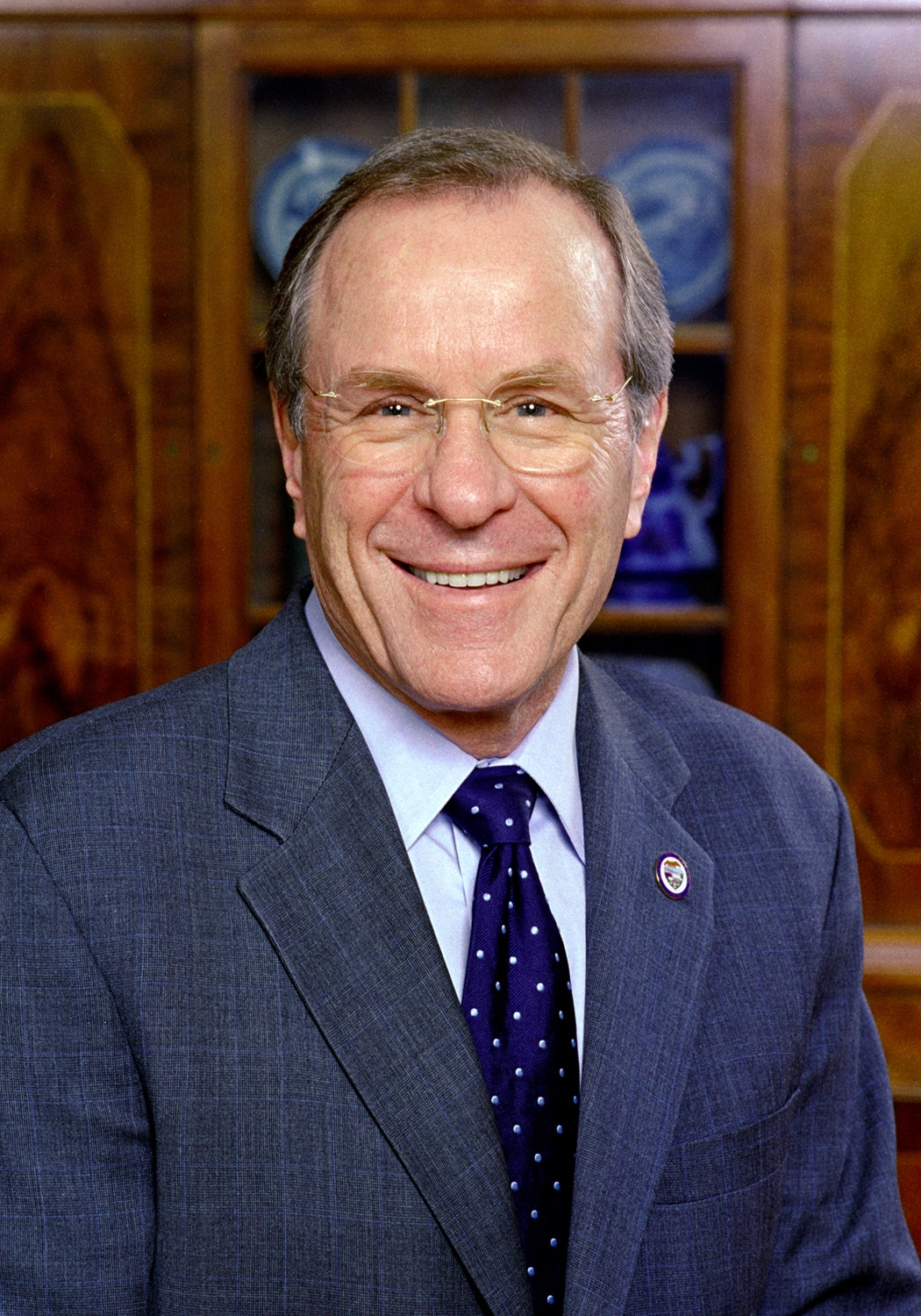
تيد كولونجوسكي

وهو سياسي أمريكي ينتمي إلى الحزب الديمقراطي وحاكم ولاية أوريغون منذ عام 2003 ولد تيد كولونجوسكي في 5 نوفمبر 1940 في ولاية ميسوري الأمريكية توفي والده عندما كان يبلغ من العمر اربع سنوات رشح كولونجوسكي نفسه لأنتخابات مجلس الشيوخ الأمريكي في سنة 1980 ولكنه خسرها لصالح منافسه الجمهوري بوب باكوود شغل كولونجوسكي منصب النائب العام (في ولاية أوريغون المدعي العام) ما بين عامي 1993 إلى عام 1997 ومن ثم قاضيا في المحكمة العليا للولاية من عام 1997 إلى عام 2001.